# International Race of Champions 1990
International Race of Champions 1990 (IROC XIV) kördes över tre omgångar. Dale Earnhardt tog hem titeln, före Al Unser Jr. och Martin Brundle.

## Delsegrare
| Datum     | Bana      | Vinnare        |
| --------- | --------- | -------------- |
| 15 maj    | Talladega | Dale Earnhardt |
| 7 juli    | Cleveland | Martin Brundle |
| 5 augusti | Michigan  | Dale Earnhardt |

## Deltävlingar

### Talladega
| Plats | Förare             |
| ----- | ------------------ |
| 1     | Dale Earnhardt     |
| 2     | Al Unser Jr.       |
| 3     | Mark Martin        |
| 4     | Darrell Waltrip    |
| 5     | Martin Brundle     |
| 6     | Dorsey Schroeder   |
| 7     | Rusty Wallace      |
| 8     | Terry Labonte      |
| 9     | Geoff Brabham      |
| 10    | Emerson Fittipaldi |
| 11    | Bobby Rahal        |
| 12    | Danny Sullivan     |

### Cleveland
| Plats | Förare             |
| ----- | ------------------ |
| 1     | Martin Brundle     |
| 2     | Al Unser Jr.       |
| 3     | Emerson Fittipaldi |
| 4     | Terry Labonte      |
| 5     | Dale Earnhardt     |
| 6     | Mark Martin        |
| 7     | Geoff Brabham      |
| 8     | Rusty Wallace      |
| 9     | Bobby Rahal        |
| 10    | Dorsey Schroeder   |
| 11    | Danny Sullivan     |
| 12    | Darrell Waltrip    |

### Michigan
| Plats | Förare             |
| ----- | ------------------ |
| 1     | Dale Earnhardt     |
| 2     | Terry Labonte      |
| 3     | Mark Martin        |
| 4     | Dorsey Schroeder   |
| 5     | Al Unser Jr.       |
| 6     | Rusty Wallace      |
| 7     | Bobby Rahal        |
| 8     | Emerson Fittipaldi |
| 9     | Danny Sullivan     |
| 10    | Martin Brundle     |
| 11    | Geoff Brabham      |
| 12    | Darrell Waltrip    |

## Slutställning
| Plats | Förare             | Poäng |
| ----- | ------------------ | ----- |
| 1     | Dale Earnhardt     | 60    |
| 2     | Al Unser Jr.       | 44    |
| 3     | Martin Brundle     | 41    |
| 4     | Mark Martin        | 37    |
| 5     | Terry Labonte      | 36    |
| 6     | Emerson Fittipaldi | 29    |
| 7     | Dorsey Schroeder   | 26    |
| 8     | Rusty Wallace      | 26    |
| 9     | Darrell Waltrip    | 23    |
| 10    | Bobby Rahal        | 18    |
| 11    | Geoff Brabham      | 18    |
| 12    | Danny Sullivan     | 13    |